# 1,4-Cyclohexadien
1,4-Cyclohexadien là một cycloanken dễ bắt cháy, ở điều kiện tiêu chuẩn nó là một chất lỏng trong suốt không màu.
1,4-Cyclohexadien và các hợp chất có liên quan có thể điều chế từ benzen với sự tham gia của lithi hay natri trong amonia lỏng, quy trình này gọi là phản ứng khử Birch. Tuy nhiên 1,4-cyclohexadien rất dễ bị oxy hóa thành benzen. Sự chuyển hóa thành vòng thơm có thể được thực hiện trong phòng thí nghiệm với việc sử dụng anken chẳng hạn như styren, cùng với các chất chuyển hiđrô như paladi kim loại với sự có mặt của than củi.
γ-Terpinen là dẫn xuất có nguồn gốc tự nhiên của 1,4-cyclohexadien, được tìm thấy trong các tinh dầu của rau mùi (Coriandrum sativum), chanh (Citrus × limon) và thì là Ai Cập (Cuminum cyminum).